# Dendropaemon angustipennis
Dendropaemon angustipennis är en skalbaggsart som beskrevs av Edgar von Harold 1869. Dendropaemon angustipennis ingår i släktet Dendropaemon och familjen bladhorningar. Inga underarter finns listade i Catalogue of Life.